# Stazione di Tōkamachi
La stazione di Tōkamachi (十日町駅?, Tōkamachi-eki) è una stazione ferroviaria della città di Tōkamachi, nella prefettura di Niigata della regione del Tōhoku, in Giappone. Presso questa stazione passano la ferrovia ad alta velocità Hokuetsu Express a gestione privata e la linea Iiyama della JR East.

## Linee e servizi
East Japan Railway Company
■ Linea Iiyama
 Hokuetsu Express
■ Linea Hokuhoku

## Struttura
La stazione è in realtà costituita da due fabbricati viaggiatori separati, ma collegati: in superficie per la linea JR Iiyama, e su viadotto per la linea Hokuhoku dell'Hokuetsu Express. La stazione JR conta di tre binari con una banchina a isola e una laterale, mentre quella dell'Hokuetsu Express di un marciapiede a isola con due binari passanti.
Linea JR Iiyama
| 1 | ■ Linea Iiyama | per Togari-Nozawaonsen, Iiyama e Nagano |
| 2 | ■ Linea Iiyama | per Togari-Nozawaonsen, Iiyama e Nagano |
| 2 | ■ Linea Iiyama | per Echigo-Kawaguchi e Nagaoka          |
| 3 | ■ Linea Iiyama | per Echigo-Kawaguchi e Nagaoka          |

Hokuetsu Express
| 1 | ■ Hokuetsu Express | per Uragawara, Saigata e Naoetsu |
| 2 | ■ Hokuetsu Express | per Muikamachi e Echigo-Yuzawa   |

## Stazioni adiacenti
| «                                        | Servizio     | »             |
| Linea Iiyama                             | Linea Iiyama | Linea Iiyama  |
| ---------------------------------------- | ------------ | ------------- |
| Doichi                                   | -            | Uonuma-Nakajō |
| Hokuetsu Express                         |              |               |
| Shinza                                   | Locale       | Matsudai      |
| Muikamachi                               | Rapido       | Matsudai      |
| Fermano alcuni espress limitati Hakutaka |              |               |